# غلين هاريسون
غلين هاريسون (بالإنجليزية: Glynn Harrison)‏ هو لاعب كرة قدم أمريكية أمريكي، ولد في 25 مايو 1954 في أتلانتا في الولايات المتحدة.

## وصلات خارجية
- غلين هاريسون على موقع مرجع كرة القدم المحترفة.كوم (الإنجليزية)
- غلين هاريسون على موقع JustSportsStats.com (الإنجليزية)